# Colline White
La colline White (anglais : White Hill) est le point culminant de l'île du Cap-Breton et de la province canadienne de la Nouvelle-Écosse. Elle est située sur le plateau du Cap-Breton à 15 km au nord-ouest d'Ingonish et à 30 km au nord-est de Chéticamp. Elle se trouve dans le parc national des Hautes-Terres-du-Cap-Breton et n'est assessible que par randonnée.